# Surviving Picasso
Surviving Picasso (bra: Os Amores de Picasso; prt: Sobreviver a Picasso) é um filme norte-americano de 1996, do gênero drama romântico-biográfico, dirigido por James Ivory, com roteiro de Ruth Prawer Jhabvala baseado no livro Picasso: Creator and Destroyer, de Arianna Stassinopoulos Huffington.

## Sinopse
No ano de 1943 o famoso pintor Pablo Picasso (Anthony Hopkins), com 60 anos na altura, conhece Françoise Gilot (Natascha McElhone), que tem 23 anos e idade para ser sua filha, sonha ser pintora e idolatra o mestre. Ela torna-se sua amante, mas isto não impede Picasso de ser infiel a ela. Françoise dá-lhe dois filhos, Claude e Paloma, e aceita as mulheres dele como parte do relacionamento.
Ele, em contrapartida, mostra-lhe grandes obras de arte feitas por ele e apresenta a sua amante aos grandes mestres, mas a união cada vez mais começa a desgastar-se de forma insuportável.

## Elenco
- Anthony Hopkins (Pablo Picasso)
- Natascha McElhone (Françoise Gilot)
- Julianne Moore (Dora Maar)
- Joss Ackland (Henri Matisse)
- Dennis Boutsikaris (Kootz)
- Peter Eyre (Sabartes)
- Peter Gerety (Marcel)
- Susannah Harker (Marie-Thérèse)
- Jane Lapotaire (Olga Picasso)
- Joseph Maher (Kahnweiler)
- Bob Peck (pai de Françoise)
- Diane Venora (Jacqueline)
- Dominic West (Paulo Picasso)
- Joan Plowright (mãe de Françoise)
- Laura Aikman (Maya)